# 피어선 젊은 영화 페스티벌
피어선 젊은 영화 페스티벌은 전국의 고등학생과 대학생을 대상으로 자유주제, 자유형식의 영상을 공모하고 시상하는 젊은 영화 축제이며, 대학생들이 직접 꾸리는 영화제다. 1910년 조선을 변화시키기 위해 한반도를 찾았던 피어선 선교사의 이름을 따서 명명되었다.
2005년 1회부터 2007년 3회까지 피어선 영화제로 명칭을 쓰다가 2012년 4회부터 피어선 영상 페스티벌로 바꾸었다. 2016년 8회에는 피어선 젊은 영화 페스티벌로 변경되었다.
'뉴커런츠 무비스타 시상식'은 영화제 기간에 열렸으며 대학생 심사위원들의 설문조사를 통해 수상이 결정되었다.

## 뉴 커런츠 무비스타 시상식 역대 수상

### 2회 (2006년)
| 부문          | 수상자 | 작품                       |
| ------------- | ------ | -------------------------- |
| 남자 최우수상 | 조인성 | 《비열한 거리》            |
| 여자 최우수상 | 김혜수 | 《타짜》                   |
| 남자 신인상   | 하정우 | 《용서 받지 못한 자》      |
| 여자 신인상   | 유인영 | 《강적》                   |
| 공로상        | 안성기 | 《한반도》, 《라디오스타》 |

### 3회 (2007년)
| 부문          | 수상자 | 작품                     |
| ------------- | ------ | ------------------------ |
| 남자 최우수상 | 차승원 | 《이장과 군수》          |
| 여자 최우수상 | 박시연 | 《사랑》                 |
| 남자 우수상   | 정경호 | 《허브》                 |
| 여자 우수상   | 김보경 | 《기담》                 |
| 남자 신인상   | 유아인 | 《우리에게 내일은 없다》 |
| 여자 신인상   | 김태희 | 《싸움》                 |

### 4회 (2012년)
| 부문                 | 수상자 | 작품                                 |
| -------------------- | ------ | ------------------------------------ |
| 최고의 남자배우      | 하정우 | 《범죄와의 전쟁: 나쁜놈들 전성시대》 |
| 최고의 여자배우      | 박보영 | 《늑대소년》                         |
| 최고의 남자 아역배우 | 여진구 |                                      |
| 최고의 여자 아역배우 | 김유정 |                                      |

### 6회 (2014년)
| 부문                     | 수상자 | 작품                       |
| ------------------------ | ------ | -------------------------- |
| 프리미엄 초이스 남자부문 | 송강호 | 《변호인》                 |
| 프리미엄 초이스 여자부문 | 전도연 | 《집으로 가는 길》         |
| 트렌드초이스 남자부문    | 여진구 | 《화이: 괴물을 삼킨 아이》 |
| 트렌드초이스 여자부문    | 김유정 | 《우아한 거짓말》          |